# Rohr im Gebirge
Rohr im Gebirge là một đô thị thuộc huyện Wiener Neustadt-Land trong bang Niederösterreich, Áo.